# Lijst van stadspoorten van Leiden

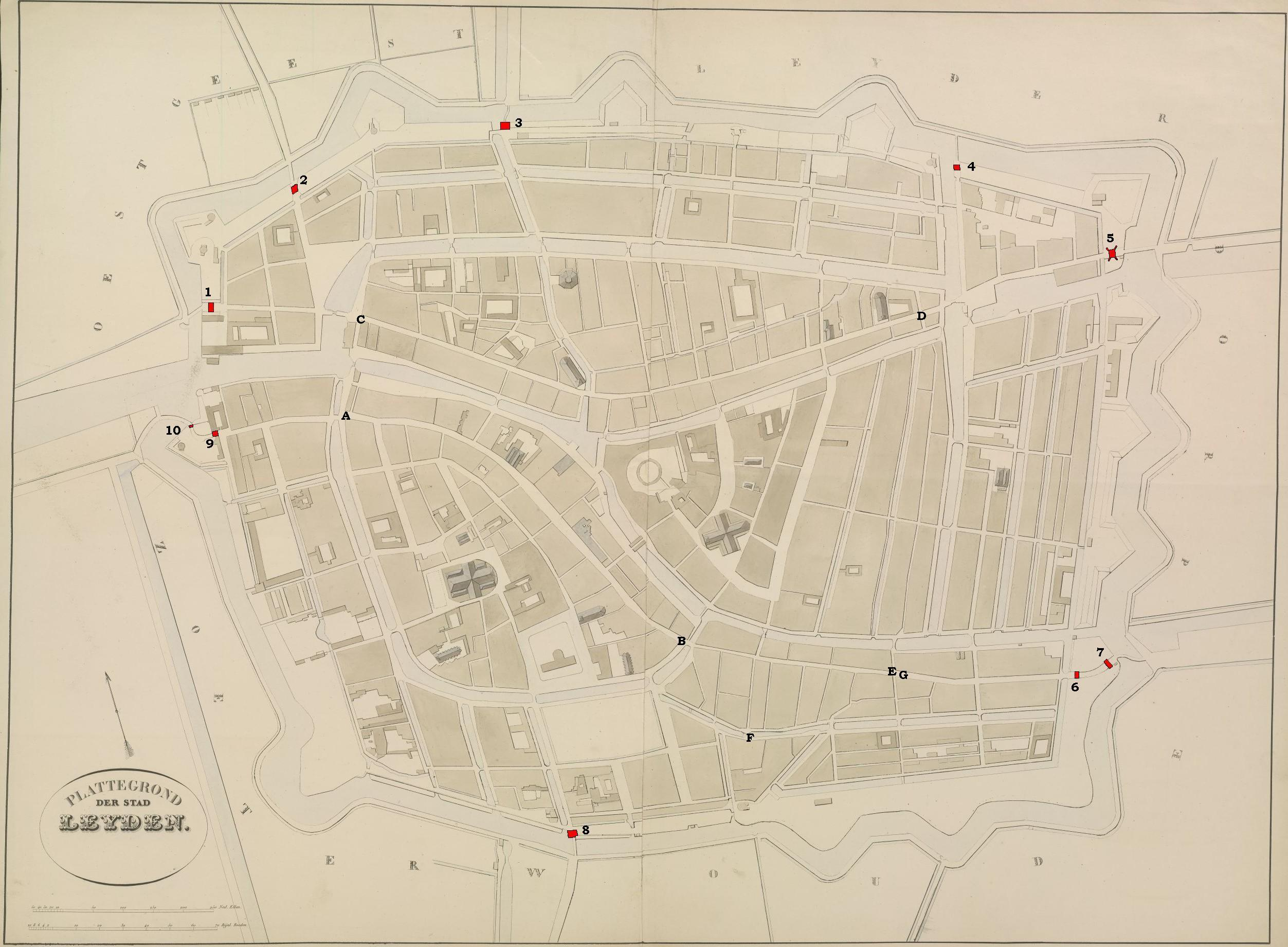
Plattegrond van Leiden uit 1860, getekend door de Leidse stadsarchitect Salomon van der Paauw. Aangegeven zijn de stadspoorten die op dat moment nog bestaan (1-10) en de al eerder gesloopte poorten (A-G).
(1) Morspoort -
(2) Rijnsburgerpoort -
(3) Marepoort -
(4) Herenpoort -
(5) Zijlpoort -
(6) Hogewoerdsbinnenpoort -
(7) Hogewoerdsbuitenpoort -
(8) Koepoort -
(9) Witte Poort (binnenpoort) -
(10) Witte Poort (buitenpoort) -
(A) Noortpoort/Haagpoort -
(B) Suytpoort/Oostpoort -
(C) Lopsenpoort, later Blauwpoort -
(D) Oude Zijlpoort -
(E) Costverlorenpoort/Oude Hogewoerdspoort, later Oude Hogewoerdsbinnenpoort -
(F) Sint-Jorispoort -
(G) Oude Hogewoerdsbuitenpoort

Van de vele Leidse stadspoorten die de stad in de loop van de geschiedenis gehad heeft, resteren nog twee zeventiende-eeuwse exemplaren, de Morspoort en de Zijlpoort. Deze staan aan de noordwest- en de noordoostgrens van de huidige binnenstad, die begrensd wordt door de singels.

## Middeleeuwse poorten
De oudste Leidse stadspoorten stammen uit de middeleeuwen en zijn alleen bekend door archeologische opgravingen en uit geschreven bronnen. Het zijn de veertiende-eeuwse Noortpoort en Suytpoort, die aan de uiteinden van de Breestraat stonden. Leiden was toen een kleine stad die begrensd werd door de Oude Rijn aan de noordzijde, het Rapenburg aan de west- en zuidzijde en de huidige Hooigracht aan de oostzijde. In de volgende eeuwen werden bij elke opeenvolgende stadsuitbreiding de poorten die overbodig geworden waren omdat ze binnen de stad waren komen te liggen, gesloopt en andere stadspoorten opgetrokken aan de nieuwe rand van de stad. Aangezien het aanleggen van een nieuwe stadsomwalling een kostbare aangelegenheid was, werden de nieuwe poorten soms eerst in hout uitgevoerd of werd materiaal van de afgebroken poort hergebruikt. In een enkel geval werd zelfs een complete poort verplaatst naar de nieuwe stadsgrens.
De eerste middeleeuwse stadsuitleg vond hierna omstreeks 1346-1355 plaats aan de noord- en oostzijde van de stad. De begrenzing werd nu grofweg gevormd door de Oude Vest, de Vestestraat, het Levendaal en het Rapenburg. Er werden vier nieuwe poorten gebouwd aan het begin en eind van de twee belangrijkste wegen, de Breestraat/Hogewoerd en de Haarlemmerstraat. Een kleine vijfde poort, de Sint-Jorispoort, bevond zich aan de zuidzijde van de stad en gaf toegang tot het doelenterrein van de schutterij.
Bij de volgende stadsuitleg werd het gebied ten zuiden en westen van het Rapenburg bij de stad getrokken. Hier vormde de Witte Singel daarna de stadsgrens. De Sint-Jorispoort en de Noortpoort werden hiermee overbodig. Aan de west- en zuidzijde verrezen nu twee nieuwe stadspoorten: De Witte Poort en de Koepoort. Uit deze periode stamt ook de muurtoren Oostenrijk, het enige restant van de middeleeuwse stadsmuur. Over het uiterlijk van middeleeuwse poorten is niet veel bekend. Vijf stadspoorten staan afgebeeld op een kaart uit ongeveer 1550 van Jan Sluyter, de landmeter van Rijnland. Het waren zware poorten, geflankeerd door torens.

## Poorten uit de eerste helft van de zeventiende eeuw
Leiden heeft nooit een volledig vestingstelsel met bolwerken en ravelijnen gehad, zoals dat in de zestiende eeuw vaak rond steden aangelegd werd. Wel werden er na het Spaanse beleg bij enkele stadspoorten verbeteringen uitgevoerd en enkele bolwerken vergroot. Bij de Witte Poort en de Hogewoerdspoort werd het bolwerk zo groot dat er voorpoorten nodig werden aan de rand van de vestingwal. In 1602 werd aan de noordzijde van de stad een poort gebouwd bij de weg over de dijk langs het riviertje de Mare. Ook werd in dat jaar begonnen met de bouw van een nieuwe poort aan het begin van de Haarlemmerstraat, de oude Lopsenpoort was vervallen. Deze nieuwe Blauwpoort dankt zijn naam aan de blauwe Namense steen waaruit hij was opgetrokken.
Vlak nadat deze poort in 1610 gereed kwam vond een nieuwe stadsuitbreiding plaats. Aan de noordzijde werd de stad uitgebreid tot aan de huidige singels en de Oude Herengracht. Hiermee kwam de nieuwe Blauwpoort binnen de stad te liggen. Toch werd hij pas in 1734 gesloopt. Aan de nieuwe stadsgrens verrezen drie nieuwe houten poorten: de Morspoort, de Rijnsburgerpoort en de Marepoort. De poorten werden later vervangen door stenen exemplaren. Ook de Hogewoerdspoort werd in deze jaren van economische voorspoed vervangen.
In 1644 volgde een nieuwe stadsuitbreiding aan de noordzijde. Het deel tussen de Herensingel, de Oude Herengracht en de Haven werd bij de stad getrokken. Hier verrezen twee nieuwe poorten: de Herenpoort en een houten Zijlpoort. In 1650 werd ook middeleeuwse binnenpoort van de Witte Poort vervangen door een modern exemplaar. Deze Witte Poort werd ontworpen door Arent van 's-Gravesande.

## Poorten uit de tweede helft van de zeventiende eeuw
In 1659 werd de stad voor het laatst uitgebreid aan de zuidoostkant en kreeg het de omvang die tegenwoordig door de loop van de singels gemarkeerd wordt. Hierdoor kwam de Hogewoerdspoort binnen de stad te liggen. Het nieuwe Hogewoerdsbolwerk, bij de huidige Plantage, kreeg ook een binnen- en een buitenpoort. Omdat de oude Hogewoerdsbinnenpoort pas kort geleden, in 1635, gebouwd was, bleef het gebouw gespaard. Het werd steen voor steen afgebroken en bij het nieuwe bolwerk als de Hogewoerdsbuitenpoort herbouwd. Als binnenpoort werd voorlopig volstaan met twee kolommen met deuren ertussen.
Tussen 1664 en 1682 werden zes bestaande poorten vervangen door nieuwe exemplaren. Deze stadspoorten kregen een meer representatieve dan een defensieve functie. Ze waren minder zwaar en rijker gedecoreerd met natuursteen en beeldhouwwerk dan hun voorgangers. Vijf van deze zes poorten werden ontworpen door de Willem van der Helm. De Marepoort kwam in 1664 gereed en was voornamelijk nodig omdat het verkeer aan de noordzijde van de stad toe was genomen nadat de trekvaart naar Haarlem in 1657 tot stand was gekomen. In 1667 werd de huidige Zijlpoort gebouwd en het jaar daarop de Morspoort. De Hogewoerdsbinnenpoort verrees in 1669 op de plaats van de tijdelijke oplossing uit 1659. De Koepoort verving in 1671 de laatst overgebleven middeleeuwse poort. De laatste stadspoort werd in Leiden in 1682 gebouwd naar ontwerp van Jacobus Roman. Deze bescheiden Herenpoort gaf toegang tot de stadstuinen buiten de singels.

## Afbraak in de negentiende eeuw
De stadspoorten werden tussen 1862 en 1876 op twee na allemaal gesloopt om het toenemende verkeer de ruimte te kunnen geven.

## Overzicht van alle stadspoorten
| Naam                                      | Locatie                                                                                             | Coördinaten                  | Bouwjaar                     | Sloopjaar                                      | Afbeelding                                         |
| ----------------------------------------- | --------------------------------------------------------------------------------------------------- | ---------------------------- | ---------------------------- | ---------------------------------------------- | -------------------------------------------------- |
| Noortpoort of Haagpoort                   | Westelijk einde van de Breestraat                                                                   | 52° 9′ 37″ NB, 4° 29′ 6″ OL  | begin van de veertiende eeuw | eind van de veertiende eeuw                    |                                                    |
| Oostpoort of Suytpoort                    | Oostelijk einde van de Breestraat                                                                   | 52° 9′ 23″ NB, 4° 29′ 35″ OL | begin van de veertiende eeuw | eind van de veertiende eeuw                    |                                                    |
| Lopsenpoort                               | Westelijk einde van de Haarlemmerstraat                                                             | 52° 9′ 42″ NB, 4° 29′ 8″ OL  | ca. 1355                     | 1602                                           |                                                    |
| (oude) Zijlpoort                          | Haarlemmerstraat, ter hoogte van de huidige Koestraat                                               | 52° 9′ 40″ NB, 4° 29′ 58″ OL | ca. 1355                     | 1646                                           |                                                    |
| Costverlorenpoort of Oude Hogewoerdspoort | Hogewoerd, ter hoogte van de huidige Kraaierstraat                                                  | 52° 9′ 20″ NB, 4° 29′ 53″ OL | ca. 1355                     | ca. 1635                                       |                                                    |
| Sint-Jorispoort                           | Bij de samenkomst van de huidige Jorissteeg en Geregracht                                           | 52° 9′ 17″ NB, 4° 29′ 41″ OL | ca. 1355                     | eind van de veertiende eeuw                    |                                                    |
| (oude) Koepoort                           | Zuidelijk einde van de Doezastraat                                                                  | 52° 9′ 13″ NB, 4° 29′ 23″ OL | ca. 1400                     | 1671                                           |                                                    |
| (oude) Witte Poort of Haagpoort           | Westelijk einde van het Noordeinde                                                                  | 52° 9′ 36″ NB, 4° 28′ 53″ OL | ca. 1419                     | 1650                                           |                                                    |
| (oude) Hogewoerdsbuitenpoort              | Voor de oostkant van de Costverlorenpoort                                                           | 52° 9′ 20″ NB, 4° 29′ 53″ OL | 1578                         | 1659                                           |                                                    |
| Witte Poort (buitenpoort)                 | Voor de westkant van de Witte Poort                                                                 | 52° 9′ 36″ NB, 4° 28′ 53″ OL | 1592                         | 1862                                           |                                                    |
| (oude) Marepoort                          | Noordelijk einde van de Lange Mare                                                                  | 52° 9′ 45″ NB, 4° 29′ 25″ OL | 1602                         | ?                                              |                                                    |
| Blauwpoort of (oude) Rijnsburgerpoort     | Op de plaats van de Lopsenpoort                                                                     | 52° 9′ 42″ NB, 4° 29′ 8″ OL  | 1602-1610                    | 1734                                           |                                                    |
| (oude) Morspoort                          | Op de plaats van de huidige Morspoort                                                               | 52° 9′ 43″ NB, 4° 28′ 55″ OL | 1611                         | In 1640 vervangen door een nieuwe houten poort |                                                    |
| (houten) Rijnsburgerpoort                 | Noordelijk einde van de Steenstraat                                                                 | 52° 9′ 50″ NB, 4° 29′ 4″ OL  | 1611                         | In 1632 vervangen door de Rijnsburgerpoort     |                                                    |
| (oude) Marepoort                          | Noordelijk einde van de Nieuwe Mare, aan de westkant van de Mare                                    | 52° 9′ 51″ NB, 4° 29′ 21″ OL | 1627                         | 1666                                           |                                                    |
| Rijnsburgerpoort                          | Op de plaats van de houten Rijnsburgerpoort                                                         | 52° 9′ 50″ NB, 4° 29′ 4″ OL  | 1632                         | 1867                                           |                                                    |
| (oude) Hogewoerdsbinnenpoort              | Op de plaats van de Costverlorenpoort                                                               | 52° 9′ 20″ NB, 4° 29′ 53″ OL | 1635                         | 1659                                           | Dit is dezelfde poort als de Hogewoerdsbuitenpoort |
| (houten) Zijlpoort                        | Op de plaats van de huidige Zijlpoort                                                               | 52° 9′ 42″ NB, 4° 30′ 15″ OL | 1644                         | 1667                                           |                                                    |
| (oude) Herenpoort                         | Noordelijk einde van de Oude Herengracht                                                            | 52° 9′ 48″ NB, 4° 30′ 3″ OL  | 1635                         | 1682                                           |                                                    |
| Witte Poort (binnenpoort)                 | Op de plaats van de oude Wittepoort                                                                 | 52° 9′ 36″ NB, 4° 28′ 53″ OL | 1644                         | 1864                                           |                                                    |
| Hogewoerdsbuitenpoort                     | Oostelijk einde van de Hogewoerd                                                                    | 52° 9′ 20″ NB, 4° 30′ 12″ OL | 1659                         | 1867                                           |                                                    |
| Marepoort                                 | In plaats van de oude Marepoort, aan de andere zijde van de Mare, noordelijk eind van de Korte Mare | 52° 9′ 51″ NB, 4° 29′ 22″ OL | 1664                         | 1864                                           |                                                    |
| Zijlpoort                                 | Op de plaats van de houten Zijlpoort                                                                | 52° 9′ 42″ NB, 4° 30′ 15″ OL | 1667                         | -                                              |                                                    |
| Morspoort                                 | Op de plaats van de oude Morspoort                                                                  | 52° 9′ 43″ NB, 4° 28′ 55″ OL | 1668                         | -                                              |                                                    |
| Hogewoerdsbinnenpoort                     | Ten westen van de Hogewoerdsbuitenpoort                                                             | 52° 9′ 20″ NB, 4° 30′ 8″ OL  | 1669                         | 1876                                           |                                                    |
| Koepoort                                  | Op de plaats van de oude Koepoort                                                                   | 52° 9′ 13″ NB, 4° 29′ 23″ OL | 1671                         | 1864                                           |                                                    |
| Herenpoort                                | Op de plaats van de oude Herenpoort                                                                 | 52° 9′ 48″ NB, 4° 30′ 3″ OL  | 1682                         | 1863                                           |                                                    |

Bestaand:
Morspoort ·
Zijlpoort

Verdwenen:
Blauwpoort (voormalige Lopsenpoort) ·
Herenpoort ·
Hogewoerdsbinnenpoort ·
Hogewoerdsbuitenpoort ·
Koepoort ·
Marepoort ·
Oude Zijlpoort ·
Rijnsburgerpoort ·
Witte Poort